# Board of European Students of Technology
Board of European Students of Technology, zkráceně BEST, je nevládní, nepolitická a nezisková studentská organizace. Tvoří ji zhruba 3 800 dobrovolníků, kteří jsou členy lokálních skupin na 94 technických univerzitách ve 32 zemích.

## Činnost
- poskytování doplňujícího vzdělání
- poskytování profesní podpory
- zvýšení zapojení do vzdělávání[1]

## Struktura
BEST je rozdělen na tři úrovně – lokální, regionální a mezinárodní. Každá z 94 lokálních BEST skupin (Local BEST groups – LBGs) reprezentuje organizaci na místní úrovni na univerzitě, ke které patří. Aby byla komunikace mezi LBGs a mezinárodním BESTem efektivní, je 94 LBGs rozděleno do jedenácti regionů, které jsou koordinovány Regional Advisory. Mezinárodní tým BESTu se skládá z 10 různých oddělení. Celá organizace pracuje pod Mezinárodním boardem.

### Lokální skupina BEST
Lokální skupina BEST (LBG – Local BEST Group) je spolek členů BESTu z jedné univerzity. Tyto skupiny jsou zodpovědné za propagaci a organizaci aktivit BESTu na své univerzitě. V České republice jsou v současnosti dvě aktivní LBG a to v Praze (ČVUT) a Brně (VUT).

### Mezinárodní oddělení
| Mezinárodní oddělení               | Popis |
| ---------------------------------- | --- |
| Competitions Department            | Účel tohoto oddělení je poskytovat pomoc a rozvíjet Technické soutěže vysoké kvality podle potřeb BESTu.                                                             |
| Corporate Relations Department     | Oddělení podporuje Treasurera zaopatřováním zdrojů pro BEST International, aby mohl fungovat a dosáhnout svých cílů.                                                 |
| Design Department                  | Toto oddělení navrhuje materiály pro BEST, udržuje a posiluje image organizace.                                                                                      |
| Educational Involvement Department | Účelem oddělení je zvýšit studentův zájem a účast na vzdělávání, shromažďování názorů studentů a jejich šíření mezi relevantní zájmové skupiny ve vyšším vzdělávání. |
| Grants Department                  | Spolupracuje s investory a zajišťuje finanční podporu BESTu skrze granty.                                                                                            |
| IT Department                      | Součást BESTu, která naslouchá IT potřebám organizace a poskytuje technické služby a zdroje na pomoc organizaci k dosažení svých vizí a cílů.                        |
| Membership Department              | Toto oddělení poskytuje pomoc nově založeným lokálním skupinám. |
| Public Relations Department        | Buduje, hlídá a stará se o vnější prezentaci BESTu. |
| Training Department                | Oddělení se zaměřuje na efektivní růst a přispívání členů do organizace, udržuje a rozvíjí školící systém organizace a umožňuje jí tak dosáhnout svých cílů.         |
| Vivaldi Department                 | Účelem tohoto oddělení je dohled a podpora při organizaci BEST akcí podle stanov spolku.                                                                             |

### International Board
| Position                       | Name                |
| ------------------------------ | ------------------- |
| Předseda                       | Senne J. Meeusen    |
| Pokladník                      | Walid G. H. Saad    |
| Tajemník                       | Daniel Ansia Dibuja |
| Viceprezident pro HR           | Egemen Nas          |
| Viceprezident pro projekty     | Ifigeneia Sideri    |
| Vice President pro služby      | Paulina Kopton      |
| Viceprezident pro podporu LBGs | Osvaldo Gonzalez    |

## Partnerské organizace
BEST spolupracuje s pěti dalšími studentskými organizacemi:
- bonding-studenteninitiative e.V. [2] (od r. 1997)
- Canadian Federation of Engineering students,[3], od roku 2010
- Association des États Généraux des Étudiants de l'Europe (AEGEE) [4] (od r.2010)
- European Students of Industrial Engineering and Management (ESTIEM) [5] (od roku 2011)

BEST zároveň reprezentuje v některých tematických sítích, např.:
- Sputnic[6]
- VM-Base[7]
- TREE[8]
- EIE-Surveyor[9]

BEST je členem následujících organizací zabývajících se technickým vzděláním:
- SEFI,
- IFEES[10]
- FEANI.[11]